# Davurjon Karomatov
Davurjon Karomatov (25 de octubre de 1998) es un deportista uzbeko que compite en judo adaptado. Ganó dos medallas en los Juegos Paralímpicos de Verano, plata en Tokio 2020 y bronce en París 2024.

## Palmarés internacional
| Juegos Paralímpicos | Juegos Paralímpicos | Juegos Paralímpicos | Juegos Paralímpicos |
| Año                 | Lugar               | Medalla             | Categoría           |
| ------------------- | ------------------- | ------------------- | ------------------- |
| 2020                | Tokio (Japón)       | Medalla de plata    | –81 kg              |
| 2024                | París (Francia)     | Medalla de bronce   | –90 kg J2           |